# Château de Carrouge
Cet article concerne un château en Suisse. Pour le château en Normandie, voir Château de Carrouges.
Le château de Carrouge est un ensemble de bâtiments constitué d'un château et de ses dépendances situé dans le vieux bourg de la ville de Moudon, dans la Canton de Vaud en Suisse, au sommet d’un éperon rocheux formé à la confluence de la Mérine et de la Broye.
La Tour de Layaz, inscrite comme bien culturel suisse d’importance nationale, s’appuie jusqu’à mi-hauteur contre la terrasse du château de Carrouge.
Le château, transformé à la fin du XIXe siècle, s'élève sur des bases médiévales comprenant de nombreuses parcelles ayant appartenu un temps aux seigneurs de Vulliens. Le Château de Carrouge devient propriété de l’Etat en 1894.
Depuis 1869 et au cours du XXe siècle, le château héberge une institution spécialisée, l'École Cantonale pour Enfants Sourds, qui devient l'École du Château de Carrouge. L'institution est aujourd'hui gérée par la Fondation Mérine. Depuis le déménagement en 1991 de la structure d’hébergement du secteur de la déficience auditive à Lausanne (ECES), l'École du Château de Carrouge dispose de sept classes (jusqu'à 67 élèves) d’enseignement spécialisé pour enfants présentant des troubles d’apprentissage, de comportement et de la personnalité, ainsi que d'un service PPLS (prestations de psychologie, psychomotricité et logopédie en milieu scolaire) pour toute la région de la Broye.